# Літні Олімпійські ігри 1932
Літні Олімпійські ігри 1932 (англ. 1932 Summer Olympics), офіційно Ігри X Олімпіади (англ. Games of the X Olympiad) або X Літні Олімпійські ігри — міжнародне спортивне змагання, яке проходило під егідою Міжнародного олімпійського комітету у місті Лос-Анжелес, США, з 30 липня по 14 серпня 1932 року. Ігри проводилися під час Великої депресії, через що деякі країни не поїхали до Лос-Анджелеса; у змаганнях взяли участь 37 країн, порівняно з 46 на Іграх 1928 в Амстердамі І навіть тодішній президент США Герберт Гувер не був присутній на Іграх Організаційний комітет не повідомив фінансових деталей Ігор, хоча тогочасні газети стверджували, що Ігри отримали прибуток розмірі US$1 мільйон (що еквівалентно US$18,19 у 2023).

## Учасники
| - Аргентина (32) - Австралія (12) - Австрія (19) - Бельгія (36) - Бразилія (82) - Канада (102) - Китайська Республіка (1) - Колумбія (1) - Чехословаччина (7) - Данія (43) - Естонія (2) - Фінляндія (40) - Франція (103) |  | - Німеччина (134) - Велика Британія (108) - Греція (10) - Гаїті (2) - Угорщина (58) - Індія (19) - Ірландія (8) - Італія (112) - Японія (157) - Латвія (2) - Мексика (73) - Нідерланди (45) |  | - Нова Зеландія (21) - Норвегія (5) - Філіппіни (8) - Польща (51) - Португалія (6) - Південно-Африканська Республіка (12) - Іспанія (6) - Швеція (81) - Швейцарія (6) - США (474) - Уругвай (1) - Югославія (1) |

## Медальний залік
Топ-10 неофіційного національного медального заліку:
| Місце | Країна          | Золото | Срібло | Бронза | Загалом |
| ----- | --------------- | ------ | ------ | ------ | ------- |
| 1     | США             | 41     | 32     | 30     | 103     |
| 2     | Італія          | 12     | 12     | 12     | 36      |
| 3     | Франція         | 10     | 5      | 4      | 19      |
| 4     | Швеція          | 9      | 5      | 9      | 23      |
| 5     | Японія          | 7      | 7      | 4      | 18      |
| 6     | Угорщина        | 6      | 4      | 5      | 15      |
| 7     | Фінляндія       | 5      | 8      | 12     | 25      |
| 8     | Велика Британія | 4      | 7      | 5      | 16      |
| 9     | Німеччина       | 3      | 12     | 5      | 20      |
| 10    | Австралія       | 3      | 1      | 1      | 5       |

## Нотатки
1. ↑  Серед країн, що змагалися на Олімпійських іграх в Амстердамі, але не на Іграх 1932 в Лос-Анджелесі, були Болгарія, Чилі, Куба, Єгипет, Литва, Люксембург, Мальта, Панама, Родезія, Румунія та Туреччина.
2. 1 2  Гувер, який також пропустив Зимові Олімпійські ігри 1932 в Лейк-Плесіді, штат Нью-Йорк, був другим президентом США, який пропустив Ігри в Сполучених Штатах, що проводилися протягом його терміну. Першим був президент Теодор Рузвельт, який вирішив не відвідувати літні Олімпійські ігри 1904, що проходили в Сент-Луїсі, штат Міссурі, через те, що мер Сент-Луїса Девід Р. Френсіс відмовився дозволити Рузвельту допомагати виконувати обов'язки[1].